# Ра (буква маньчжурского алфавита)

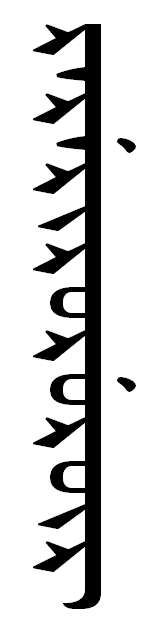
«Рарэрироруруур»

Хэргэни ра — буква маньчжурской и старомонгольской письменности, обозначает альвеолярный дрожащий согласный /r/. В маньчжурском языке нет слов, начинающихся на букву «Р».

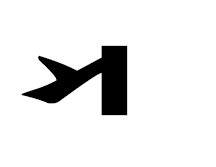
Медиальное написание
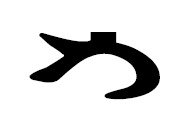
Монгольское написание финали
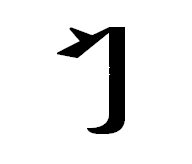
Маньчжурское написание финали
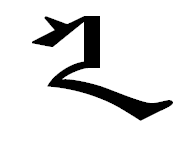
Ра
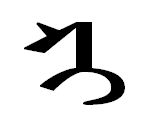
Ри
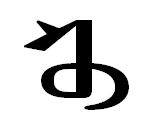
Ро
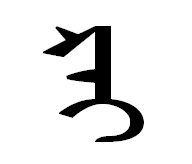
Рай